# Ehrenfried Billengren
Magnus Gustaf Ehrenfried Billengren, född den 2 oktober 1842 i Ljungby socken, Kronobergs län, död den 3 december 1923 i Falun, var en svensk skol- och kommunalman. Han var son till David Julius Billengren.
Billengren blev filosofie doktor i Lund 1865 (jubeldoktor 1915) och var 1867–1907 lektor i historia, geografi och latin vid Falu högre allmänna läroverk. Han var medlem av Falu stadsfullmäktige i 30 år (deras ordförande i 15 år) och ledamot av Kopparbergs läns landsting 1887–1909 (vice ordförande 1903–1909). Billengren utgav gradual- och lektorsavhandlingar av historiskt innehåll och behandlade i några skrifter Dalarnas historia.